# Jean de la Valette
Jean Parisot de La Valette, ook genoemd Jean de Valette of Jean de La Valette  (La Valette-du-Var, 1494 - Birgu, 21 augustus 1568) was van 1557 tot aan zijn dood de 49e grootmeester van de Orde van Malta. Hij volgde Claude de la Sengle op. Valette is vooral bekend in zijn aandeel in het Beleg van Malta (1565) en tevens was hij de stichter van de huidige hoofdstad van Malta, Valletta, die naar zijn geboortedorp in Provence vernoemd werd.

## Biografie
Valette stamde uit een belangrijke adellijke familie uit Provence. Zijn vader en grootvader hadden beiden hoge functies aan het Franse hof bekleed. Hij was ook een verre neef van Jean Louis de Nogaret de La Valette, de eerste hertog van Épernon.
Er is weinig bekend over het vroege leven van Valette. Het is wel met zekerheid te zeggen dat hij aanwezig was bij het Beleg van Rhodos in 1522. Hij vergezelde daar toenmalig grootmeester Philippe Villiers de l'Isle Adam.

### Loopbaan binnen de Orde
In 1538 werd Valette veroordeeld tot de guva, een metersdiep gat in de grond. Vervolgens werd hij verbannen naar Tripoli om twee jaar te dienen als militair gouverneur. Na zijn terugkeer werd hij opnieuw gestraft voor het meebrengen van een slaaf. Hij werd gevangengenomen door Barbarijse zeerovers en diende daar op de galeien van Turgut Reis. Hij wist te ontkomen en werd in 1554 benoemd tot kapitein-generaal van de galeien van de Orde, iets wat een zeldzame eer was van een ridder uit de Langue van de Provence. Toen Claude de La Sengle in 1557 overleed, werd Valette gekozen tot nieuwe grootmeester, op basis van zijn kennis van een eventueel beleg.

### Beleg van Malta

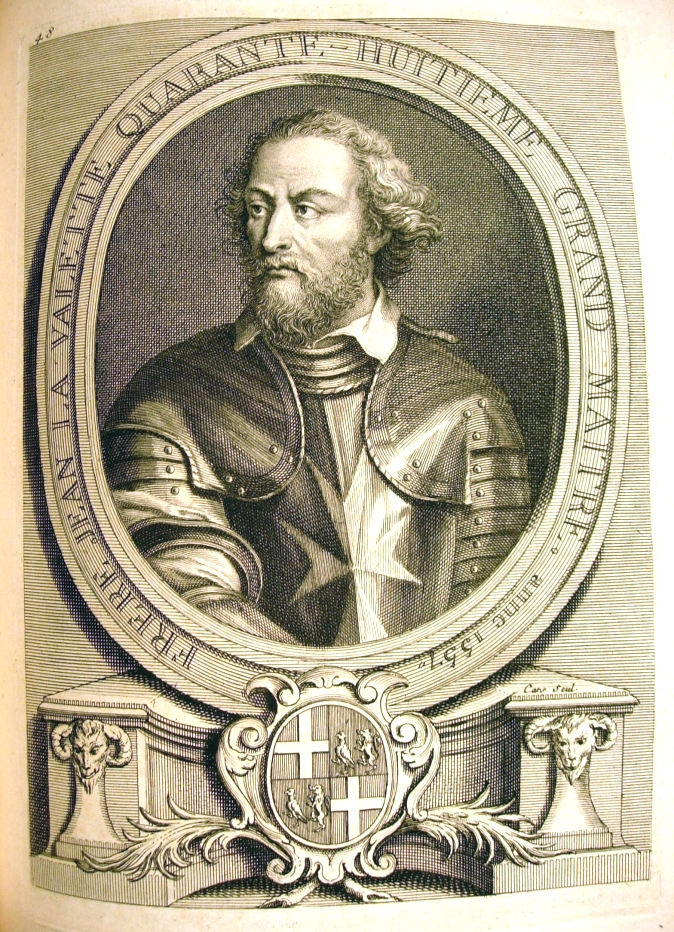
Jean de La Valette, gravure door Laurent Cars

Hij vocht met succes tegen de Ottomanen tijdens het Beleg van Malta in 1565. De christelijke minderheid had er ruim drie maanden uitgehouden tegen een tegenstander met ruim 30.000 soldaten, onder wie de beruchte Janitsaren. De wanhopige strijd, vooral na het verlies van Fort Sint-Elmo, wordt beschouwd als een van de meest beroemde en wanhopige belegeringen van alle tijden. Als gevolg van de overwinning verwierf hij veel prestige in Europa. Hij weigerde zelfs een kardinaalshoed uit Rome.
Tijdens de belegering bleek Valette een goede en een vindingrijke commandant te zijn.

### Laatste jaren
Na de belegering begon hij meteen met het bouwen van een nieuwe stad: Valletta in 1566. Hij legde zelf de eerste steen. Jean de La Valette stierf in 1568 nog voor dat de stad voltooid was. Tegenwoordig ligt zijn lichaam in de crypten van de Sint-Janscokathedraal in Valletta. Zijn secretaris Oliver Starkey maakte het opschrift op zijn graf. Het is een Latijnse inscriptie die het volgende zegt: Hier ligt Vallette, die eeuwige eer verdient. Hij, die ooit de gesel van Afrika en Azië en het schild van Europa was, waar hij met zijn heilige wapens de barbaren verdreef, is de eerste die werd begraven in deze geliefde stad, wier oprichter hij was. Pietro del Monte San Savino, een andere held van het beleg in 1565, werd verkozen tot nieuwe grootmeester.